# 路德維希·腓特烈二世
路德維希·腓特烈二世（德語：Ludwig Friedrich II.，1767年8月9日—1807年4月28日），施瓦茨堡-魯多爾施塔特親王，1793年至1807年在位。

## 家庭
1791年，路德維希·腓特烈與黑森-洪堡伯爵腓特烈五世的女兒卡羅琳公主結婚，兩人共有4子3女：
1. 卡羅萊娜·奧古斯塔（1792年—1794年），夭折
2. 腓特烈·金特（1793年—1867年）
3. 特克拉（1795年—1861年）
4. 卡羅琳（1796年—1796年），夭折
5. 阿爾貝特（1798年—1869年）
6. 伯恩哈德（1801年—1816年），早逝
7. 魯道夫（1801年—1808年），夭折